# Rudolf Christ (Sänger)
Rudolf Christ (* 20. März 1916 in Wien; † 20. April 1982 ebenda) war ein österreichischer Opernsänger (Tenor).

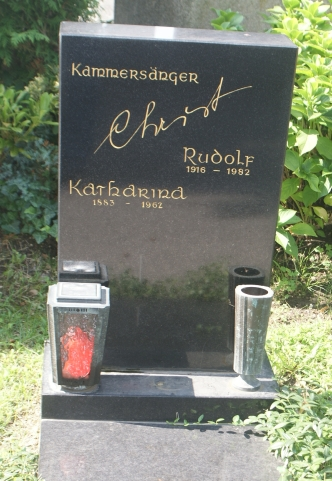
Grab von Rudolf Christ

## Leben
Christ begann seine Karriere 1939 als Chorist an der Wiener Volksoper, studierte dann drei Jahre bei Adolf Vogel in Wien. 1941 debütierte er als Solist am Landestheater Innsbruck und wirkte 1946–49 am Stadttheater Zürich als lyrischer Tenor und Operettensänger. 1949 kehrte er an die Wiener Volksoper zurück, wo er bis zu seiner Pensionierung 1976 Ensemblemitglied blieb. Daneben war Christ seit 1956 an der Deutschen Oper am Rhein engagiert, gab zahlreiche Gastspiele an der Wiener Staatsoper sowie an den großen Bühnen in Deutschland, Österreich, Belgien, Italien und der Schweiz. Seit 1955 trat er mehrmals bei den Salzburger Festspielen auf, unter anderem als Jaquino in Fidelio 1958.
Bekannt sind auch seine Interpretationen der Schlager von Robert Stolz Im Prater blüh'n wieder die Bäume und Salome.
Seine Grabstätte befindet sich auf dem Grinzinger Friedhof in Wien (Gruppe 1A, Reihe 1, Nummer 2).